# Ribbon (gruppo musicale)
I Ribbon sono stati un gruppo musicale visual kei giapponese fondato nel 2001 e scioltosi nel 2003.

## Storia
La band viene fondata nel giugno del 2002 dal bassista e principale compositore Emiru. Subito dopo il debutto viene pubblicato il loro primo mini-album e annunciato il loro primo oneman show previsto per il mese di ottobre. Tuttavia, a pochi giorni dal concerto il chitarrista Luca decide di lasciare la band per divergenze artistiche e viene sostituito da due membri di supporto.

I Ribbon sembrano trovare difficoltà nel trovare un nuovo chitarrista, e alcuni concerti vengono cancellati a causa di un infortunio alla gamba di Kanzaki. Nel periodo natalizio il fanclub viene inoltre improvvisamente chiuso con un rimborso e l'invio di un singolo natalizio intitolato finale a tutti gli aderenti.
L'annuncio ufficiale dello scioglimento viene dato tramite la rivista Shoxxx nel febbraio del 2003.

La formazione originale dei Ribbon si è riunita per una notte a un concerto di Halloween organizzato dalla Applause Records il 24 ottobre 2003.

## Formazione
- Kanzaki (神崎?), 26/04/?, sangue di gruppo AB - voce
Nei primi anni novanta è stato cantante dei ナディァ (Nadia?) e dei Marry an Blood sotto lo pseudonimo Kamiya. Dopo lo scioglimento dei Ribbon ha debuttato come solista per poi ritirarsi dalle scene nel 2004. Alcuni anni dopo, nel 2007, è tornato sulle scene con un progetto di metal sinfonico chiamato The Unforgiveness, in seguito interrotto a causa di problemi di salute. Agli inizi della sua carriera fu anche roadie dei Lucide.
- Emiru (えみる?), vero nome Tomoya Takakusaki (高草木 智也?), 07/04/?, sangue di gruppo A - basso
Precedentemente membro dei Lareine, fonda i Ribbon e la loro casa discografica Strawberry House (in seguito Maple Kiss). Dopo il loro scioglimento torna a far parte dei Lareine portando con sé il batterista Kazumi.
- Kazumi (KAZUMI?), 30/09/?, sangue di gruppo 0 - batteria
Precedentemente membro degli Alicia e degli Orivia. Dopo lo scioglimento dei Ribbon viene invitato da Emiru a unirsi ai riformati Lareine.

### Ex componenti
- Luca (瑠叶?), - batteria
Precedentemente chitarrista dei Lar~mia.

## Discografia
Le note sono indicate dopo il punto e virgola ";".

### Album

#### Mini-album
- 14/08/2002 - Beautiful & Resistance; limitato a 5000 copie.

### Singoli
- ?/12/2002 - finale; singolo inviato in regalo ai membri del fanclub.

#### Compilation
- 31/10/2003 - Vampire Romance; split album con Lareine e New Sodmy